# Planococcus dorsospinosus
Planococcus dorsospinosus är en insektsart som beskrevs av Ezzat och Mcconnell 1956. Planococcus dorsospinosus ingår i släktet Planococcus och familjen ullsköldlöss. Inga underarter finns listade i Catalogue of Life.